# Esben Reinholt
Esben Reinholt (Horsens, 13 aprile 1993) è un cestista danese.

## Carriera
Nell'estate 2013 viene aggregato per gli allenamenti alla Dinamo Sassari che successivamente lo conferma per la stagione, anche se solo per l'Eurocup. Nella competizione continentale gioca 4 partite.

Nel successivo mese di gennaio viene ceduto in prestito al Força Lleida squadra spagnola militante in LEB Oro.

In estate torna a Sassari, ma dopo la preparazione estiva viene nuovamente girato in prestito: questa volta in Belgio allo Spirou Charleroi. Nel mese di novembre viene squalificato per 2 mesi dopo essere stato trovato positivo alla terbutalina, farmaco utilizzato per curare l'asma, a un controllo antidoping in agosto durante le qualificazioni ad Eurobasket 2015. In conseguenza della squalifica il giocatore è stato licenziato dal club.

Terminata la squalifica firma per la squadra della sua città, l'Horsens IC.

## Palmarès
- Campionato danese: 1

Horsens: 2015